# 수석 코치
수석 코치는 감독을 보좌하는 역할을 하는 야구 코치를 가르키는 단어이다.

## 설명
수석 코치는 야구 코치에서 가장 으뜸가는 우두머리 코치이며 타격 코치, 수비 코치, 주루 코치, 투수 코치, 배터리 코치, 불펜 코치, 작전 코치, 트레이닝 코치, 베이스 코치, 인스트럭터까지 모든 야구 코치들을 지도하고 전담하는 역할을 하는 코치가 된다. 감독과 함께 팀의 분위기를 이끌고 좌지우지하는 역할을 수행하며 한 야구단의 사기를 불어넣고 모든 야구 선수들에게 자신감을 심어주는 역할을 수행하게 된다. 수석 코치는 각 야구단마다 배치되어 있다.

## 같이 보기
- 야구 코치
- 야구